# Deželni prazgodovinski muzej, Halle
Deželni prazgodovinski muzej v Halleju je arheološki deželni muzej zvezne dežele Saška - Anhalt in sodi pod deželni urad za ohranjanje spomenikov in arheologije Saške - Anhalta.
Kot del arheološkega ohranjanja spomenikov je med najstarejšimi, najbolj obsežnimi in pomembnimi arheološkimi zbirkami v Nemčiji. Obsežna zbirka z več kot 15 milijoni najdb vključuje številne svetovno znane predmete, kot je znamenit Nebesni disk iz Nebre, ki je od 23. maja 2008 v stalni razstavi muzeja. Med številne druge pomembne najdbe spadajo Reiterstein iz Hornhausna, družinska grobnica Eulau in gozdni slon iz Gröberna.

## Zgodovina muzeja
Muzej je bil ustanovljen 3. oktobra 1819 s strani Turingijsko-saškega društva za preučevanje domoljubne antike in ohranitev njegovih spomenikov v Naumburgu (Thüringisch-Sächsischen Verein für Erforschung des vaterländischen Alterthums und Erhaltung seiner Denkmale). Leta 1823 se je preselil v Halle in 1825 so bile zbirke shranjene v stari knežji razkošni dvorani Neuen Residenz. 18. novembra 1876 je bila s sklepom Landtaga ustanovljena Zgodovinska komisija dežele Saške (Historische Commission der Provinz Sachsen). Marca 1882 je deželni parlament odobril sredstva za ustanovitev deželnega muzeja. Prvi direktor je bil 16. julija 1884, konservator in polkovnik a. D. Hans von Borries. Z odločitvijo Zgodovinske komisije z dne 21. aprila 1886, da se muzeju zagotovi ustrezno osebje, se je začela uradna zaščita arheoloških ostankov v pokrajini Saška.
Arhitekt Wilhelm Kreis je zgradil stavbo po vzoru na Porta Nigra v Trierju. Podrobne načrte sta pripravila direktor Reuß in deželni arhitekt Ruprecht. Od leta 1911 do 1913 je bila zgrajena prva muzejska stavba za prazgodovino v Nemčiji na območju, ki ga je brezplačno zagotovilo mesto Halle in bila odprta 9. oktobra 1918. 1921 je nastala z ustanovitvijo muzejske zveze pokrajine Saška s preimenovanjem muzeja v Deželni inštitut za prazgodovino. Na vrtu muzeja je bila leta 1932 razstava na prostem. Leta 1934 se je ime spremenilo v Landesanstalt für Volkheitskunde.
Nemiri med drugo svetovno vojno sta muzej in sosednja knjižnica preživela brez večjih izgub, marca 1946 pa je bila stalna razstava ponovno odprta. Leta 1950 je bil deželni muzej podrejen Deželnem sekretariatu za visoko šolstvo NDR, kasneje Ministrstvu za visoke in tehnične šole. Leta 1955 je bilo na stalni razstavi predstavljeno prvo okostje mamuta. Leta 1983 je bila stavba muzeja uvrščena na seznam zgodovinskih spomenikov in leto kasneje sprejela milijon-tega obiskovalca.
Po združitvi Nemčij leta 1990 je bil deželni muzej prvič podrejen Ministrstvu za šolstvo in znanost, leta 1991 pa Ministrstvu za kulturo. 21. oktobra 1991 se je deželna vlada Saške - Anhalta odločila ustanoviti Deželni urad za ohranjanje spomenikov in preimenovati muzej v Deželni urad za arheološko ohranjanje spomenikov. 8. aprila 1997 se je ponovno preimenoval v Deželni arheološki urad - Deželni muzej prazgodovine - Saška - Anhalt. Od ustanovitve 1. januarja 2004 Deželnega urada za ohranjanje spomenikov in arheologije Saška - Anhalt je deželni muzej eden od več oddelkov deželnega urada.
Deželni muzej, v katerem je Nebesni disk iz Nebre, od leta 2002 postaja na turistični cesti Himmelswege skupaj s krogom v Gosecku, krogom Pömmelte in megalitsko grobno gomilo Langeneichstädt. 
Po obsežni prenovi je bil muzej ponovno odprt 23. maja 2008 z novo stalno razstavo obdobij paleolitika, mezolitika, neolitika in zgodnje bronaste dobe. V letu 2010 je začela delovati medijska soba s kino-zaslonom, ki ponuja prostor za okoli 40 ljudi. Konec leta 2012 je bila stalna razstava razširjena, tako da je vključevala obdobja srednje in pozne bronaste dobe in starejše železne dobe.

## Razstave

### Stalne razstave
V stalni razstavi so v kronološkem vrstnem redu razstavljene nenavadno zanimive arheološke najdbe Saške - Anhalta - od začetka kamene dobe do starejše železne dobe. V naslednjih letih se bo stalna razstava postopoma širila. Kronološka končna točka bo srednji vek in zgodnje moderno obdobje.

### Posebne razstave
V nerednih presledkih so v Deželnem muzeju predstavljene tudi posebne razstave. Od 26. marca 2010 do 30. januarja 2011 je bila na ogled razstava »Slonovo kraljestvo - fosilni svet v Evropi«. Prikazali so relikvije celega biotopa, stare okoli 200.000 let, ki so jih arheologi lahko rešili v rudniku lignita Neumark-Nord.
Od 9. decembra 2011 do 26. avgusta 2012 je muzej pokazal razstavo Pompeji, Nola, Herculaneum – katastrofe pod Vezuvom. To je pritegnilo zelo pomembne eksponate in posebej razvit inovativni koncept za okoli 224.000 obiskovalcev. Med drugim je bila predstavljena povezava med ponovnim odkritjem Pompejev in Herculaneuma v 18. stoletju in Saško - Anhalt kot rojstno deželo recepcije antike severno od Alp. Kasneje je bila razstava nekoliko spremenjena in predstavljena z velikim uspehom v Madridu, od novembra 2013 do marca 2014 pa prikazana v Kunsthalle Hypo-Kulturstiftung München.
Od 5. junija 2013 do 19. januarja 2014 je deželni muzej na majhni posebni razstavi predstavil ostanke romanske cerkve Eilenstedt (Saška - Anhalt), ki so jo našli v letu 2011. Od 14. novembra 2013 do 18. maja 2014 je muzej predstavil skrivnostno množično izumiranje v kameni dobi v osrednji Nemčiji na drugi novi posebni razstavi. Od 6. novembra 2015 do 22. maja 2016 je bila prikazana posebna razstava "Vojna - arheološko iskanje sledi", s posebnim poudarkom na bitki pri Lützenu in masovni grobnici, ki je nastala po tem.
- Stalna razstava paleolitika
- Neandertalec na stalni razstavi
- Stalna razstava neolitika
- Posebna razstava kraljestva slonov

## Restavratorska delavnica
Po dveletnem obdobju gradnje je bila marca 2008 na Museumshofu odprta nova restavratorska delavnica. Stavba z 860 kvadratnimi metri komunalnih in delovnih prostorov ponuja vse predpogoje na treh nadstropjih za sodobno, znanstveno in arheološko delo ter obnovo v najboljših možnih pogojih. Stavbo je zasnoval arhitekturni biro Dietzsch & Weber Architekten v Halleju. Je funkcionalna stavba z dvigalom, sistemi za prezračevanje, visokoregalna skladišča, talilne peči, laboratorije in celo vhod za tovornjake.